# Адріан Лопес Альварес
Адріа́н Ло́пес Альва́рес (ісп. Adrián López Álvarez; нар. 8 січня 1988 року, Теверга, Іспанія) — іспанський футболіст,  нападник «Малаги».

## Досягнення
- Чемпіон Іспанії: 2013-14
- Володар кубка Іспанії: 2012–13
- Фіналіст суперкубка Іспанії: 2013
- Володар Ліги Європи УЄФА: 2011–12
- Володар Суперкубка УЄФА: 2012
- Фіналіст Ліги чемпіонів УЄФА: 2013–14
- Володар Суперкубка Португалії: 2018
- Чемпіон Європи (U-21): 2011